# Hildebold (Münster)
Hildebold (auch Hildbold) († 969) war von 941 bis 969 der neunte Bischof von Münster. Über sein Wirken im Bistum ist nur wenig bekannt. In der Reichspolitik war er ein Unterstützer Ottos I.

## Leben
Er entstammte einer fränkischen Adelsfamilie, die auch in Sachsen über Besitz verfügte. Über seine frühen Jahre ist nichts bekannt. Hildebold verdankte seine Berufung in das Bischofsamt seiner verwandtschaftlichen Beziehung zu den Liudolfingern. Während seiner Regierungszeit stand er daher stets in enger Beziehung zu Otto I.
Auch über die Maßnahmen im Inneren des Bistums gibt es kaum Nachrichten. Er soll dem Dom in Münster ein mit Gold und Gemmen verziertes Missale geschenkt haben. Die dürftigen Hinweise deuten darauf hin, dass das Verhältnis zwischen Bischof und Domkapitel gut war.
Eine bedeutende Rolle spielte Hildebold in der Reichspolitik. Er nahm an der Synode von Verdun im Jahr 947 teil, die unter anderem den Streit zwischen Hugo von Vermandois und Artold von Reims um das Bistum Reims beenden sollte. Nachdem die Verhandlungen gescheitert waren, gehörte Hildebold zu denjenigen Geistlichen, die eine vorläufige Entscheidung zu Gunsten von Artold trafen. Im Jahr 948 fand zur Beilegung des Streits die Universalsynode von Ingelheim statt; anwesend waren neben Abgesandten des Papstes auch Otto I. und Ludwig IV. von Frankreich sowie fast sämtliche deutschen Bischöfe, unter ihnen auch Hildebold. Auch bei der im selben Jahr stattfindenden Synode französischer und deutscher Bischöfe in Mousson war Hildebold zugegen. Unter den anwesenden Bischöfen wurde er an erster Stelle genannt.
Er gehörte zu den hohen Geistlichen, auf deren Rat Otto I. 950 dem von seiner Mutter Mathilde gegründeten Stift Enger Schutz und Immunität gewährte. Im Jahr 953 nahm Hildebold an einer Versammlung königstreuer Geistlicher und Adeliger aus Lothringen in Aachen teil. Möglicherweise wurde auf dieser Versammlung Ottos Bruder Brun zum Erzbischof von Köln und Herzog von Lothringen erhoben. Kurze Zeit später setzte Hildebold im Dom zu Köln den aus Verona vertriebenen Rather als Bischof von Lüttich ein. Über die folgenden Jahre gibt es nur wenige Hinweise. Am Römerzug und der Kaiserkrönung Ottos I. in Rom nahm er vermutlich nicht teil. Erst nach der Rückkehr Ottos aus Italien findet sich auch der Name Hildebold wieder in seiner Nähe.
Die Quellenlage zur Person und seinem Wirken ist dürftig. Sie beschränkt sich auf die Bischofschronik und einige wenige sonstige Erwähnungen.